# Hajós Erzsébet Mária
Hajós Erzsébet Mária (1908-ig Hartstein) (Elizabeth M. Hajós) (Nyíregyháza, 1900. január 15. – 1982. október) magyar-amerikai művészettörténész, könyvtáros, egyetemi tanár, orvos, Hajós Károly belgyógyász, allergológus húga.

## Életpályája
Hartstein (Hajós) Sándor ügyvéd és Rosenblüth Gizella gyermekeként született. Budapesten járt iskolába; művészettörténetet, filozófiát és irodalomtörténetet tanult Budapesten, Freiburg im Breisgauban és Berlinben. 1924-ben doktori fokozatot szerzett Hans Jantzennél Freiburgban a Die Passionsfolge des Meisters der Spielkarten im Kupferstichkabinett in Dresden című disszertációjával.
1925–1928 között a bécsi Albertinában dolgozott gyakornokként, és művészeti kritikákat írt. Több tanulmányutat tett Európában, s minden évben ellátogatott Magyarországra és rendszeresen ismertette a magyar művészeti eseményeket német lapokban. Több előadást, illetve művészettörténeti kurzust tartott Berlinben. Később elfogadta a pozsonyi Forum című német és magyar nyelven megjelenő művészeti folyóirat (melynek már korábban is munkatársa volt) meghívását és közel két évet töltött a lapnál szerkesztői minőségben. A pozsonyi tartózkodása alatt azonban több kellemetlenség érte magyar származása miatt.
1936-ban ösztöndíjas volt a Bécsi Magyar Történeti Intézetben. Ezután visszatért Magyarországra és két évig Budapesten előadója volt a Székesfővárosi Népművelési Bizottságnak. Emellett előadásokat tartott a rádióban, német nyelven ismertette a magyar művészeti eseményeket, illetve magyarországi tudósítója volt a Die Weltkunst című berlini hetilapnak, s dolgozott más német és magyar lapokba is, mint például a Magyar Művészetbe és a Pester Lloydba. Továbbá előadásokat tartott a magyar művészetről a bécsi rádióban, a bécsi Magyar Egyetemen és a bécsi Népi Főiskolán is. 1938-ban tanári állást kapott a lakewoodi Georgian Court College katolikus egyetemtől, ahol még ugyanazon év szeptemberben megkezdte munkáját. Később szabadúszó művészettörténészként és művészetkritikusként dolgozott. 

## Fordítás
- Ez a szócikk részben vagy egészben  az   Elisabeth Maria Hajós című német Wikipédia-szócikk ezen változatának fordításán alapul.  Az eredeti cikk szerkesztőit annak laptörténete sorolja fel. Ez a jelzés csupán a megfogalmazás eredetét és a szerzői jogokat jelzi, nem szolgál a cikkben szereplő információk forrásmegjelöléseként.